# Toyota Center
Toyota Center är en inomhusarena för främst basket i Houston i Texas i USA.
Arenan rymmer cirka 19 000 åskådare och stod klar i oktober 2003.